# Ivan Rioufol

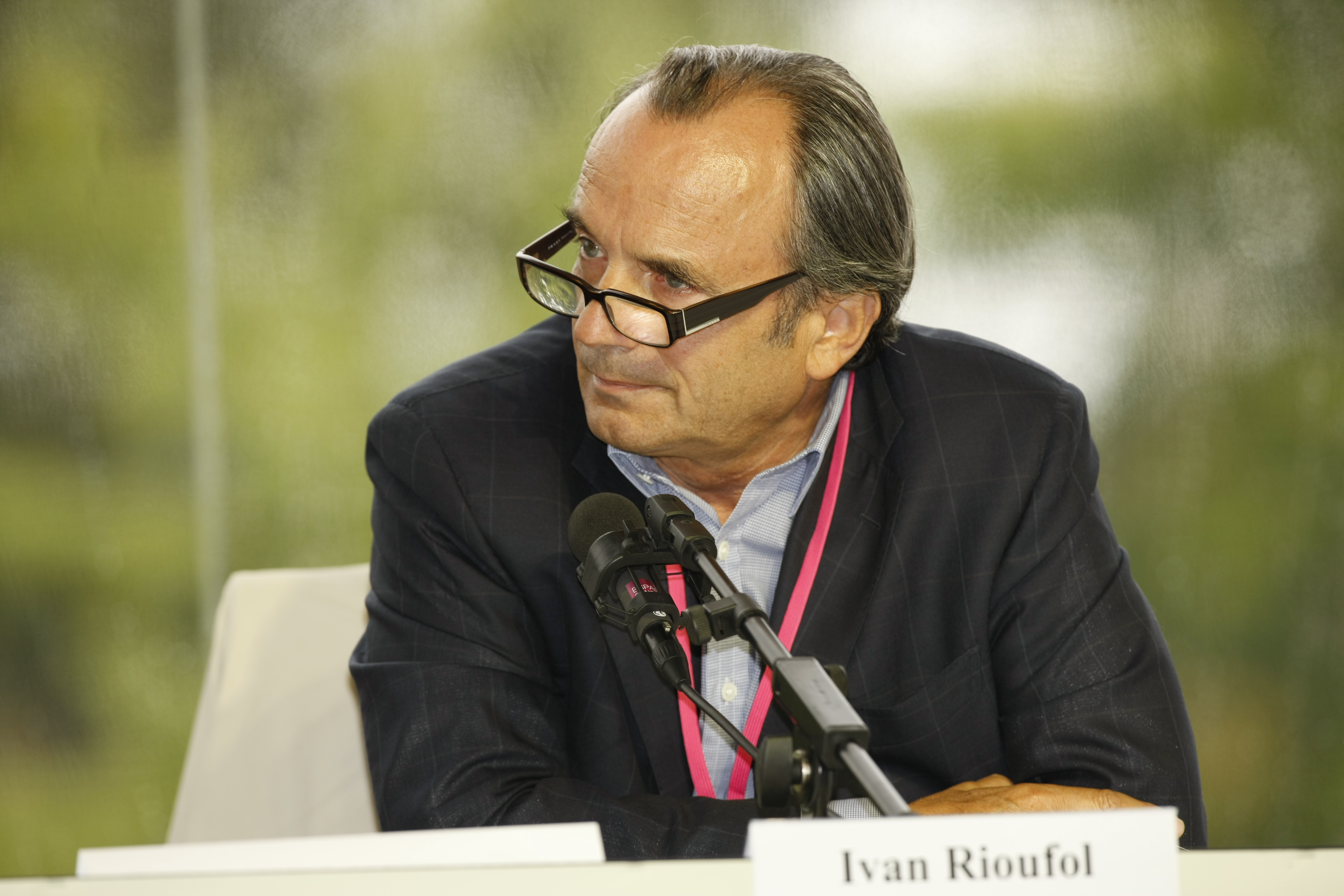
Ivan Rioufol, september 2009.

Ivan Antoine Emmanuel René Rioufol, född 1952 i Nantes, Frankrike, är en fransk journalist, ledarskribent och essäist, verksam vid den franska dagstidningen Le Figaro.

## Biografi
Ivan Rioufol är bror till skådespelaren Marc Rioufol (1962-2011). Han innehar en Diplôme d'études approfondies (DEA) med huvudämne juridik avseende sjö- och lufträtt. Sedan 1985 är han verksam vid Le Figaro, där han är ledarskribent sedan 2000.
Han uppger sig vara katolik.

## Samhällsdebatt
Politiskt positionerar sig Ivan Rioufol såsom konservativ.
Han har visat starkt stöd för Förenta staternas president George W. Bushs såväl  inrikes- som utrikespolitik, men däremot uttryckt missnöje över president Barack Obama.
Bland kontroversiella uttalanden ingår nedanstående.
| ”              | Att ensidigt skuldbelägga Frankrike för slaveriet är att bortse från århundraden av muslimsk erövring av den iberiska halvön, på Balkan, samt organiserad människohandel av afrikaner inom arabvärlden, i en process som angränsar till hjärntvätt. Denna historieförvanskning, tillrättalagd i syfte att blidka nya samhällsgrupper, kan bara resultera i intensifierad förbittring. | „ |
| – Ivan Rioufol | |   |

| ”                                                 | Många fransmän är trötta på att bli hånade och förlöjligade av demokrater som ogillar folket, humanister som ogillar människor, journalister som ogillar fakta, antirasister som ogillar vita | „ |
| – De l'urgence d'être réactionnaire, Ivan Rioufol | |   |

Ivan Rioufol är Senior fellow vid Atlantis Institute.